# The Unrecoupable One Man Bandit
The Unrecoupable One Man Bandit è il 6º album di studio del cantante anglo-irlandese Boy George.

## Il disco
L'album fu registrato per lo più tra gennaio e febbraio del 1996 (un solo brano è stato registrato a giugno dello stesso anno), ma pubblicato, dalla piccola etichetta Back Door Records, soltanto tre anni dopo, nel 1999, su insistente richiesta dei fan, desiderosi di ascoltare le dieci tracce, per lo più presentate dal vivo, durante il tour successivo al 5º album dell'artista, Cheapness and Beauty, di cui questo lavoro costituisce il séguito ideale. Dopo la pubblicazione di Cheapness and Beauty, nel 1995, che aveva spaccato la critica, per via della curiosa miscela di pezzi punk rock molto tirati con sentite ballate acustiche, la Virgin, storica casa discografica sia del solista che del gruppo dei Culture Club, non solo si era rifiutata di farne uscire il sequel, che avrebbe dovuto intitolarsi Too Spooky, sulla falsariga di una delle canzoni presenti anche qui, Spooky Truth, ma aveva addirittura liquidato l'artista, i cui gusti eccessivamente eclettici non si sposavano affatto con la politica acchiappa-classifiche perseguita dalla maggior parte delle etichette. Così, dopo aver presentato, una dopo l'altra, le varie tracce, dal vivo o in altre occasioni, Boy George e il fedele collaboratore John Themis registrano, nel 1996, venti pezzi, per lo più in versione demo o comunque privi di missaggio, che vengono momentaneamente messi da parte.
A causa della continua richiesta dei fan, alla fine, nel 1999, George decide di far uscire almeno un primo volume, contenente 10 brani, intitolato appunto The Unrecoupable One Man Bandit e sottotitolato «Volume 1», anche se, per ora, il disco sembra aver seguìto le orme di un suo illustre predecessore, vale a dire quello sfortunato Listen Without Prejudice Volume 1, pubblicato da George Michael, nel 1991, a cui non fece mai séguito alcun «Volume 2». Nell'esiguo libretto che accompagna il CD, oltre a delle brevi note, in cui si spiega l'origine delle varie canzoni, e agli immancabili Credits, l'autore spiega che "questo album è per tutti i fan che mi hanno dato il tormento affinché pubblicassi queste tracce, alcune delle quali sono in forma di demo, altre sono missate ed altre no, il disco non è diretto alle classifiche, ma è invece la prima parte di una serie di CD diretti ai fan più fedeli". Boy specifica, inoltre, di sapere benissimo "che ci sono altre canzoni che avete richiesto, ma per quelle dovrete aspettare", riferendosi chiaramente al secondo volume ancora oggi inedito (ma di cui, per un breve periodo, sono comparsi i testi integrali sulla pagina letteraria ufficiale del solista, del gruppo e di progetti correlati, "Lyrically Speaking", poi rimossi, quando è risultato chiaro che, almeno per un lungo periodo, i dieci brani non sarebbero stati disponibili).

## Descrizione delle tracce
Segue ora una breve descrizione di ciascuna delle dieci tracce che compongono l'album.
GI Josephine
È stata scritta durante il tour statunitense di Cheapness and Beauty, nel 1995, in risposta alla politica del presidente Bill Clinton, denominata «Don't ask, don't tell» ("Non fare domande, non fare rivelazioni"), riguardo agli omosessuali sotto le armi. Boy George e John Themis l'hanno scritta sul pullman affittato per il tour e l'hanno eseguita, con il resto della band, in versione acustica, la sera stessa. Scrive George: "Il pubblico americano ha davvero compreso il messaggio e ha letteralmente fatto crollare i teatri. Ad essere sinceri, non riesco proprio a capire perché un qualsiasi gay o una qualsiasi lesbica dovrebbero volere aderire alla questione: puzza di squallida assimilazione."
Mr Strange
Riguarda un'antica e ridicola rivalità tra Boy George e Steve Strange, un tempo proprietario di un noto club (in cui è ambientato il musical Taboo) e cantante con il gruppo anni ottanta dei Visage, autori del tormentone synthpop dell'epoca "Fade To Grey". George era piuttosto geloso del fatto che Strange avesse ottenuto successo con un singolo prima di lui, ma naturalmente, come ha dichiarato di recente, "si tratta di acqua passata, di una storia ormai digerita". Da questo ha origine il verso: «Forgive the hateful things I say and do, 'cause I do» ("Perdona le cose odiose che dico e che faccio, perché le dico e le faccio davvero"). "Mr Strange" è una delle canzoni che dovevano far parte del séguito di Cheapness and Beauty, progetto abbandonato dopo aver rotto con la Virgin nel 1995.
She Was Never He
È un tributo a tutte le drag queens, a tutte le persone che hanno cambiato sesso e a tutte quelle di sesso indefinibile. Come ha affermato il cantante stesso: "Conosco così tanti «Uomini-Con-Le-Tette» e così tante «Donne-Con-Il-Pisello», tutte persone favolose, per le quali volevo scrivere un inno". Anche "She Was Never He" è stata scritta on the road, nel 1995, e ricorda molto il David Bowie del periodo Hunky Dory. Natasha e Jodie, due dei vari nomi citati nel testo, sono amiche di Boy George e, sempre a detta sua, "le più convincenti amiche del tipo «taglia e ricuci» che io conosca".
Number One
Suona come una delle prime canzoni dei Culture Club. George ha più volte pensato di eliminare il verso che si riferisce a Madonna, ma poiché in un certo senso lo divertiva, alla fine ha deciso di lasciarlo nel testo. Intervistato sull'origine del brano, l'autore ha dichiarato di non ricordare assolutamente da dove nasce "questo gioiellino pop", ma che, sempre secondo lui, "possiede una certa dolce onestà nel suo sviluppo".
Spooky Truth
Riguarda la presa di coscienza quando una relazione è destinata a finire, realizzazione da cui deriva il verso: «There's no use denying we could write the ending now» ("È inutile negare il fatto che potremmo scrivere la parola 'fine' proprio adesso"). Il brano è un duetto con l'amica e collega Eve Gallagher, che compare appunto come special guest nella traccia vocale. Secondo moltissime persone, le voci dei due sarebbero molto simili, cosa che Boy George non ha mai confermato, fino alla registrazione di questa traccia, dove, secondo lui, sarebbe molto difficile distinguerle, "finché lei non tira fuori uno dei suoi urli che sfidano le leggi di gravità". Il missaggio di "Spooky Truth" (che, tra l'altro, avrebbe dovuto dare, almeno in parte, il titolo al séguito dell'album del 1995, il cui titolo previsto era, appunto, Too Spooky) non è mai stato terminato, per cui la traccia ha un sound molto grezzo. Sempre a detta del cantante, il brano "sarebbe una grande canzone per Cher".
In Maya
La parola «Maya» significa "magia" in greco, ma anche "materialismo" in indù. Se non si possiede alcun credo spirituale e si vive una vita di edonismo, allora si è «in maya» Gli indù credono che ci si dovrebbe distaccare dalla vita e dalle persone che si amano, ma, afferma Boy George: "Per quanto mi riguarda, ho sempre avuto un problemino riguardo a questo fatto". La canzone è una delle tante scritte dall'artista per il secondo fidanzato importante, dopo il batterista dei Culture Club, Jon Moss, e cioè Michael Dunne, perché, aggiunge Boy George: "Per quanto posso averci provato, non sono mai riuscito a staccarmi da lui". Secondo questa affermazione, la traccia può considerarsi come il séguito ideale di "Strange Voodoo", suggestiva ballata nel repertorio dei Culture Club, inserita sia nel concerto dal vivo in Greatest Moments - VH1 Storytellers Live, del 1998, che nella versione studio del 5º album della band, Don't Mind If I Do, del 1999. Nell'introduzione all'esecuzione live del brano, George aveva infatti presentato il pezzo dicendo che si trattava di una canzone per l'ex fidanzato Michael e che il testo trattava appunto un tipo di relazione in cui "non importa come si viene trattati, si continua ad amare il partner nonostante tutto", proprio come in uno "strano voodoo" - e non è un caso, forse, che sia "In Maya" sia "Strange Voodoo" contengano, nei rispettivi titoli, delle parole forestiere, come a voler identificare la difficoltà della situazione con una parola dal suono non comune, lontana dai propri usi e costumi linguistici.
Vanity Case
Riguarda le modelle e il mondo della moda, persone perfette che campano grazie al loro aspetto e non devono mai preoccuparsi di lavorare sul proprio talento sociale. Secondo George: "Se sei nato carino, allora c'è una sola strada che puoi imboccare: quella verso il basso, ma se sei nato nella media, puoi soltanto continuare a migliorare ciò che ti è stato dato". Cosciente di poter ricevere l'accusa di ipocrita, il cantante specifica anche: "Non dico di odiare le persone carine, anzi, divento matto per un bel viso, ma penso davvero che siano state messe sulla terra per torturarci!"
Broken Spirit (If The Lord Can Forgive)
È sul fratello di George, Gerald. È una canzone sdolcinata e sentimentale, ma l'autore assicura che si tratta di una traccia "che viene dal cuore - e non aggiungo altro..." Su The Unrecoupable One Man Bandit, il pezzo è semplicemente intitolato "Broken Spirit", nonostante il ritornello ripeta più volte il sottotitolo qui indicato tra parentesi, che in realtà, non compare da nessuna parte in questa sede, ma sarà il titolo che verrà dato al brano al momento del re-inserimento, in versione identica, nel cofanetto di quattro CD della band, il Culture Club - Box Set, pubblicato nel 2002, e contenente anche altri cinque brani tratti dall'album su richiesta del 1996: il cosiddetto «Arabesque Mix» di "Vanity Case", e le versioni, identiche a quelle dell'album, di "Who Killed Rock'n'Roll", "Mr Strange", "Spooky Truth" e la cover di Bowie, "Suffragette City". L'inclusione di ben 6 dei 10 brani tratti dal 6º album solista trova la sua giustificazione nel fatto che il disco non ha ricevuto una grossa diffusione, anche se non era diretto alle classifiche, per via del fatto che non è stato distribuito da una major quale la Virgin, bensì dalla piccola etichetta Back Door Records.
Suffragette City
Naturalmente si tratta del classico di David Bowie, nonché dell'ennesimo brano registrato per il séguito di Cheapness and Beauty. Un'amica di Boy George, Amanda, ebbe a dire che il brano suonava come un "orribile rock da pub", mentre il cantante pensava che il pezzo avesse una certa dose di energia. È ben nota la passione nutrita dall'artista per Bowie, così si tratta di un evidente tributo, sottolineato da George con un verso dello stesso Bowie: «I'm just a space cadet and he's the commander» ("Sono soltanto un cadetto dello spazio e lui è il comandante"). È la seconda cover di un brano del duca bianco, la prima, "Starman", essendo stata anche un singolo (doppio lato A insieme a "Cold Shoulder") coi Culture Club.
Who Killed Rock'n'Roll
Per il brano di chiusura, lasciamo la parola direttamente a George, che così scrive, evidentemente divertito: "La traccia sarebbe perfetta per i Kiss... Ah ah ah!!! Non so cosa mi ero fatto quando l'ho scritta! Detesto MTV, hanno letteralmente strappato via il cuore e l'anima dal rock'n'roll, così, questa è la mia canzone sul tema 'Io non voglio la mia MTV'. Ovviamente, una band seria non screditerebbe mai MTV, ma d'altronde, a me non importa nulla, perché tanto non fanno girare le mie canzoni".

## Particolarità
- L'album è stato pubblicato su richiesta dei fan.[senza fonte] Si tratta del primo di una serie di CD (ancora inediti) simili nelle intenzioni, il cui scopo non è quello di raggiungere le classifiche, bensì di soddisfare le richieste dei fan.
- Alcune tracce sono versioni demo non missate, altre sono invece missate.
- Quasi tutte le canzoni sono state presentate dal vivo, per la maggior parte durante il tour successivo all'album "Cheapness and Beauty", di cui costituiscono il seguito ideale.
- She Was Never He, in versione missata, è stata re-inserita nell'album-raccolta "U Can Never B2 Straight" del 2002.

## Tracce
1. "GI Josephine" - 3:29 (O'Dowd/Themis)
2. "Mr Strange" - 3:52 (O'Dowd/Themis)
3. "She Was Never He" - 3:34 (O'Dowd/Themis)
4. "Number One" - 3:36 (O'Dowd/Themis)
5. "Spooky Truth" - 3:47 (O'Dowd/Themis)
6. "In Maya" - 5:07 (O'Dowd/Themis)
7. "Vanity Case" - 3:40 (O'Dowd/Themis)
8. "Broken Spirit (If The Lord Can Forgive)" - 4:44 (O'Dowd/Themis)
9. "Suffragette City" - 3:40 (Bowie)
10. "Who Killed Rock'n'Roll" - 3:16 (O'Dowd/Themis)

## Credits

### Formazione/Musicisti
- Boy George: voce
- Eve Gallagher: voce femminile solista in 5
- John Themis: chitarre e cori
- Winston Blisset: basso
- Richie Stevens: batteria
- Jonathan Shorten: tastiere
- Peter Adams: tastiere in 2, 4 & 5
- Zee Asha, Linda Duggan, Kevan Frost: cori
- Haxwood Herbert: cornamuse in 1
- Simon Gardner, Richard Sidwell: tromba & flicorno in 4
- Niel Sidwell: trombone in 4
- Chris "Snake" Davis: sax in 4
- Mary Pearse: cori in 4
- Sonia Slany, Sally Herbert: violini in 6 & 7
- Jocelyn Pook: viola in 6 & 7
- Sian Bell: clavicembalo in 6 & 7
- Mitt Gammon: armonica a bocca in 1 & 7

### Staff/Produzione
- John Themis: produzione & missaggio
- Alan Branch: tecnico del suono
- Julian Mendelsohn: missaggio in 1, 3 & 4
- Aland Jenkyns: tecnico del suono in 4
- Wilhelm Finger: elaborazione copertina
- Salvatore SVADAS illustrazione copertina
- Andre Csillag: fotografia originale copertina
- Tim @ Masterpiece: masterizzazione
- Cheeky Paul @ Berwick Street: editing
- AGR Multimedia & More Protein: produzione manufatto
- Pinnacles Direct: licenza vendite mondiali

## Dettagli pubblicazione
| Paese | Data | Etichetta         | Formato | N° Catalogo         |
| UK    | 1999 | Back Door Records | CD      | BDCD 01/EFA 16200-2 |